# Renault RS16
El Renault RS16 es un monoplaza de Fórmula 1 diseñado por Renault Sport F1 Team para competir en la temporada 2016 de Fórmula 1. Fue pilotado por Kevin Magnussen, proveniente de McLaren y por el campeón de la temporada 2014 de GP2, Jolyon Palmer. Este monoplaza marcó el regreso de Renault a la F1 como constructor después de una ausencia de cinco años.

## Presentación
El monoplaza fue mostrado por primera vez el 3 de febrero de 2016 en un acto oficial de la marca del rombo, donde se presentaron los pilotos y los colores provisionales del equipo, y debutaría en pista en la primera jornada de tests de pretemporada.
Posteriormente, el 16 de marzo de 2016, el equipo presentaría sus colores definitivos de cara a la temporada 2016 de F1.

## Resultados
(Clave) (negrita indica pole position) (cursiva indica vuelta rápida)

| Año  | Motor                     | Neu. | N.º | Pilotos         | 1   | 2   | 3   | 4   | 5   | 6   | 7   | 8   | 9   | 10  | 11  | 12  | 13  | 14  | 15  | 16  | 17  | 18  | 19  | 20  | 21  | Puntos | Pos. |
| ---- | ------------------------- | ---- | --- | --------------- | --- | --- | --- | --- | --- | --- | --- | --- | --- | --- | --- | --- | --- | --- | --- | --- | --- | --- | --- | --- | --- | ------ | ---- |
| 2016 | Renault RE16 1.6 V6 Turbo | P    |     |                 | AUS | BHR | CHN | RUS | ESP | MON | CAN | EUR | AUT | GBR | GER | HUN | BEL | ITA | SIN | MYS | JPN | USA | MEX | BRA | ABU | 8      | 9.º  |
| 2016 | Renault RE16 1.6 V6 Turbo | P    | 20  | Kevin Magnussen | 12  | 11  | 17  | 7   | 15  | Ret | 16  | 14  | 14  | 17  | 15  | 16  | Ret | 17  | 10  | Ret | 14  | 12  | 17  | 14  | Ret | 8      | 9.º  |
| 2016 | Renault RE16 1.6 V6 Turbo | P    | 30  | Jolyon Palmer   | 11  | DNS | 22  | 13  | 13  | Ret | Ret | 15  | 12  | Ret | 12  | 19  | 15  | Ret | 15  | 10  | 12  | 13  | 14  | Ret | 17  | 8      | 9.º  |